# Augusztus 13.
Augusztus 13. az év 225. (szökőévben 226.) napja a Gergely-naptár szerint. Az évből még 140 nap van hátra.
Névnapok: Ipoly + Áldáska, Barakon, Barakony, Belinda, Benedetta, Benedikta, Beneditta, Benita, Elen, Elena, Eleni, Elin, Emőd, Enid, Gerda, Gertrúd, Hannó, Hippia, Hippolit, Hippolita, Ibolya, Ince, Ippolita, János, Jerta, Kamélia, Kászon, Kasszián, Maxim, Relinda, Rodelinda, Trudi, Via, Víta, Vitália

## Események
- 0523 – I. János pápa megválasztása.
- 1521 – Spanyol konkvisztádorok Cortés vezetésével elfoglalják Tenocstitlant, a mai Mexikóvárost.
- 1645 – Megkötik a brömsebroi békét.
- 1704 – A höchstädti csata (Blenheim, er. Blindheim falu mellett): A spanyol örökösödési háborúban a Marlborough hercege által vezetett angol expedíciós hadsereg és a Szavójai Jenő vezette osztrák császári haderő a Felső-Dunánál szétverik a XIV. Lajos francia király és szövetségese, II. Miksa Emánuel bajor választófejedelem seregeit.
- 1849 – A világosi fegyverletétel: 1849. augusztus 13-án a teljhatalommal felruházott Görgei Artúr a törzskarával a Bohus-kastélyban írta alá a feltétel nélküli megadásról szóló egyezményt Rüdiger vezérkari főnökével és Frolovval. Magára a fegyverletételre a szőllősi mezőn került sor.
- 1942 – Brit és kanadai csapatok szálltak partra Dieppe-nél.
- 1959 – Elkezdik építeni a Verrazano-Narrows hidat New Yorkban, a Staten Island és Brooklyn között.
- 1961 – A keletnémet állampolgárok egyre fokozódó mérvű elvándorlása miatt, Berlinben az NDK hatóságai nagy létszámú csapatokkal lezárják a város nyugati (francia, brit és amerikai) szektorainak az NDK-val érintkező, korábban nyitott határvonalát, bel- és külterületen egyaránt. A zárás vonala mentén előbb drótakadályokból, később egyre összetettebb műszaki megoldásokból, az NDK területén épül ki a vasfüggöny legismertebb objektuma, a várost 28 éven át kettévágó berlini fal, hivatalos NDK-nevén az „Antifasiszta Védősánc” („Antifaschistisches Schutzwall”).
- 1977 – A „lewishami csata”(wd) néven elhíresült zavargás és verekedés Londonban, a Brit Nemzeti Front és baloldali ellentüntetők között.
- 1994 – Brüsszelben meghal Manfred Wörner a NATO főtitkára, helyettese – Sergio Balanzino – ügyvezető főtitkárként megkezdi tevékenységét.
- 1997 – Elindult a South Park amerikai animációs vígjátéksorozat, melyet Trey Parker és Matt Stone készített.
- 2004 – Megkezdődnek a nyári olimpiai játékok Athénban.
- 2007 – Negyven utas könnyebb sérüléseket szenved, amikor egy Isztambulból induló komp összeütközik az ukrán „Szemjon Rudnyev” nevű teherhajóval.
- 2007 – Kisiklik a Moszkvából Szentpétervárra tartó „Nyevszkij Expressz” Malaja Visera közelében, mikor egy házilag készített szerkezet felrobban alatta.
- 2020 – Az Egyesült Államok közvetítésével békemegállapodást kötött Izrael és az Egyesült Arab Emírségek. A békemegállapodást Ábrahám Egyezménynek nevezték el.

## Sportesemények
Formula–1
- 1972 –  osztrák nagydíj, Red Bull Ring - Győztes: Emerson Fittipaldi (Lotus Ford)
- 1978 –  osztrák nagydíj, Red Bull Ring - Győztes: Ronnie Peterson (Lotus Ford)
- 1989 –  magyar nagydíj, Hungaroring - Győztes: Nigel Mansell (Ferrari)
- 1995 –  magyar nagydíj, Hungaroring - Győztes: Damon Hill (Williams Renault)
- 2000 –  magyar nagydíj, Hungaroring - Győztes: Mika Häkkinen (McLaren Mercedes)

## Születések
- 1818 – Haan Lajos evangélikus lelkész, történetíró, az MTA tagja  († 1891)
- 1819 – Sir George Gabriel Stokes ír matematikus, fizikus, a Navier–Stokes-egyenletek egyik névadója († 1903)
- 1822 – Heinrich Louis d'Arrest a Királyi Csillagászati Társaság Aranyérmével kitüntetett német csillagász († 1875)
- 1850 – Forster Géza magyar mezőgazdász, agrárpolitikus († 1907)
- 1872 – Richard Willstätter Nobel-díjas német vegyész († 1942)
- 1884 – Mattis Teutsch János magyar festőművész, szobrász, grafikus († 1960)
- 1895 – Barta István olimpiai bajnok vízilabdázó († 1948)
- 1899 – Alfred Hitchcock angol születésű amerikai filmrendező († 1980)
- 1906 – Borsos Miklós magyar szobrászművész, képzőművész, grafikus († 1990)
- 1912 – Salvador Luria olasz születésű Nobel-díjas amerikai biológus († 1991)
- 1913 – III. Makáriosz érsek, a demokratikus Ciprus első elnöke († 1977)
- 1921 – Sarkadi Imre Kossuth-díjas magyar író († 1961)
- 1926 – Fidel Castro Ruz kubai forradalmár, politikus († 2016)
- 1927 – Nagy László Európa-bajnok műkorcsolyázó, orvos († 2005)
- 1928 – Dávid Gyula erdélyi magyar irodalomtörténész, könyvszerkesztő.
- 1942 – Horváth Balázs ügyvéd, politikus, az Antall-kormány belügyminisztere († 2006)
- 1942 – Hunyady György pszichológus, egyetemi tanár, az MTA rendes tagja
- 1943 – Stettner Ottó magyar színész († 2005)
- 1944 – Divina Galica brit autóversenyző nő
- 1944 – Zeinab Bocvadze grúz színésznő († 1994)
- 1946 – Hunyadkürti István Jászai Mari-díjas magyar színész
- 1948 – Kathleen Battle amerikai opera-énekesnő (szoprán)
- 1949 – Philippe Petit francia artista, kötéltáncos, pantomim-művész (1974-ben a World Trade Center két tornya között bemutatott illegális drótkötél-mutatvány tette híressé)
- 1958 – Solymosi Tibor magyar színész
- 1959 – Kiss János Kossuth-díjas magyar balettművész, balettigazgató, érdemes művész, a Győri Balett és a Halhatatlanok Társulatának örökös tagja.
- 1960 – Adorjáni Zsuzsa magyar színésznő
- 1960 – Joe Simpson angol hegymászó, író
- 1960 – Gál Gábor zenész, a Takáts Tamás Dirty Blues Band alapító tagja, gitárosa.
- 1960 – Phil Taylor angol tizenhatszoros világbajnok dartsjátékos Artur Gacsinszkij

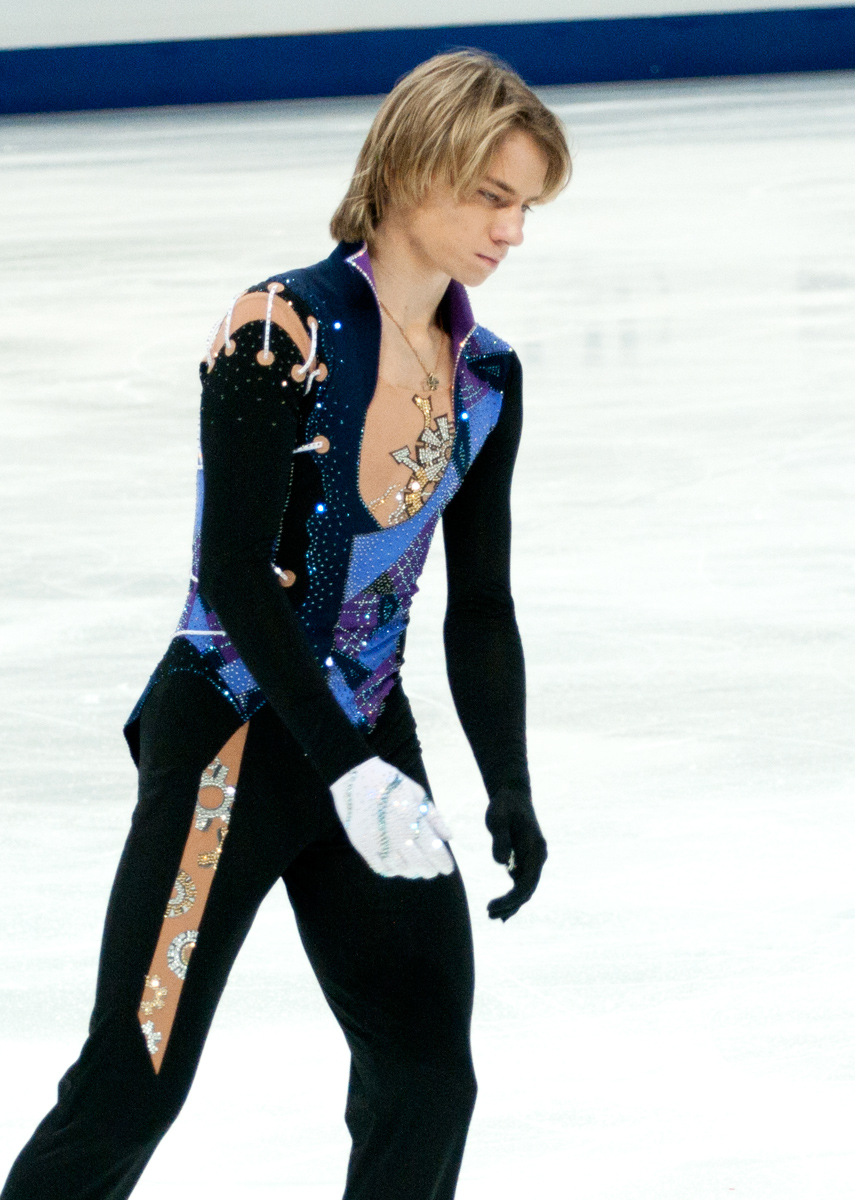
Artur Gacsinszkij

- 1965 – Erőss Loránd magyar neurológus, idegsebész
- 1967 – Fazekas Andrea magyar színésznő
- 1968 – Faludi Judit Liszt Ferenc-díjas csellóművész
- 1971 – Heike Makatsch német színésznő, énekesnő, televíziós műsorvezető
- 1975 – Marty Turco kanadai jégkorongozó
- 1976 – Emilio magyar énekes
- 1980 – Ivo Brzica horvát vízilabdázó
- 1982 – Sebastian Stan román-amerikai színész
- 1984 – Madaras Gergely magyar karmester
- 1985 – Olubayo Adefemi nigériai labdarúgó
- 1986 – Jamal Othman svájci műkorcsolyázó
- 1986 – Trokán Nóra magyar színésznő
- 1989 – Greg Draper új-zélandi labdarúgó
- 1993 – Artur Gacsinszkij orosz műkorcsolyázó
- 1998 – Varga-Járó Sára magyar színésznő

## Halálozások

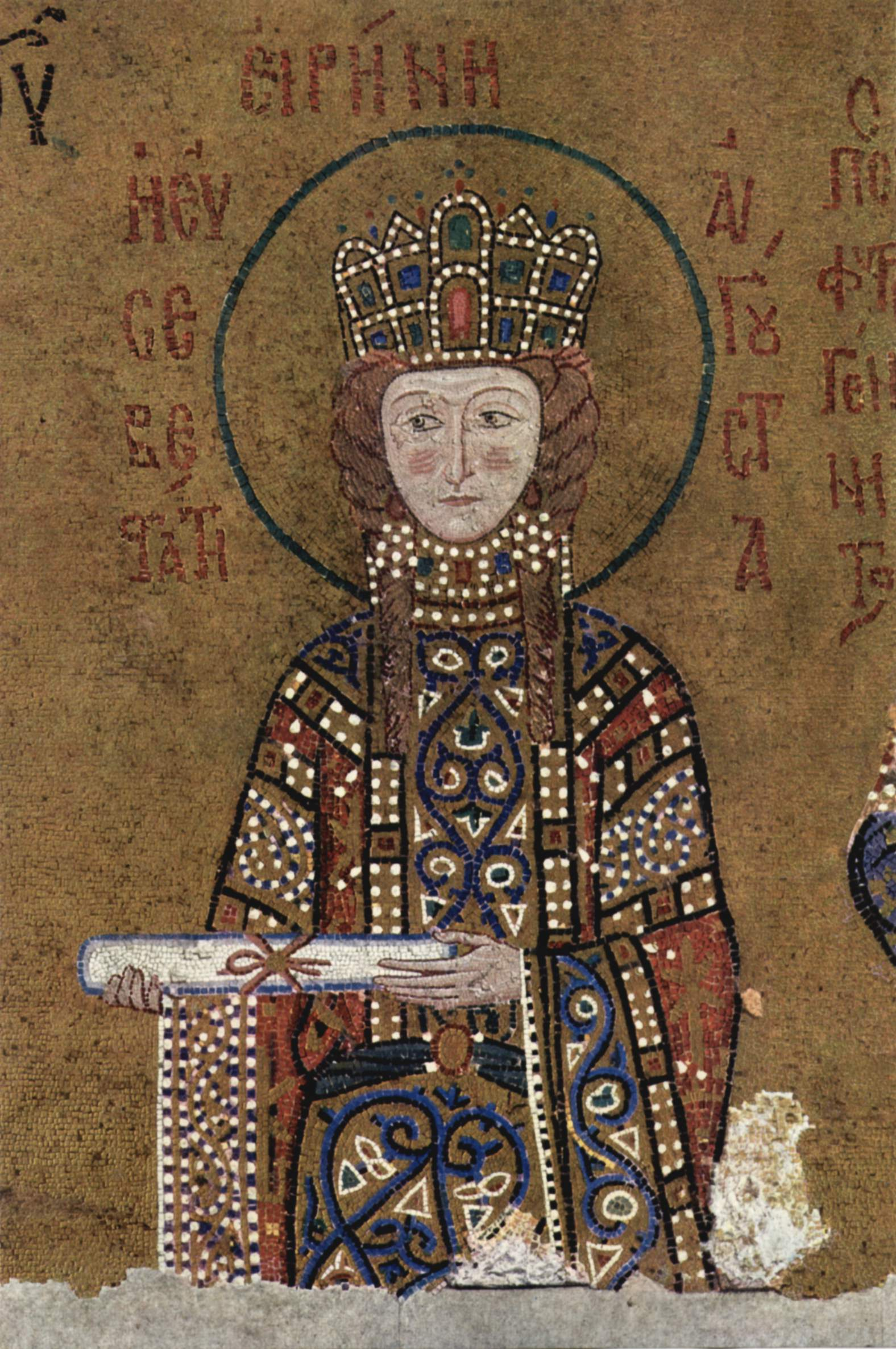
Piroska/Eiréne: királylány, majd császárné

- 1134 – Szent Piroska, I. László magyar király leánya, II. Ióannész bizánci császár felesége (* 1088)
- 1820 – Wranich Antal, horvát író, műfordító (* 1764)
- 1822 – Jean-Robert Argand francia matematikus (* 1768)
- 1851 – Prágay János honvéd alezredes, a kubai felszabadító hadsereg tábornoka, történetíró (* 1811)
- 1854 – Gaston de Raousset-Boulbon francia kalandor, a Sonorai Francia Állam alapítója (* 1817)
- 1863 – Eugène Delacroix francia festőművész (* 1798)
- 1865 – Semmelweis Ignác magyar orvos, "az anyák megmentője" (* 1818)
- 1907 – Hermann Carl Vogel német csillagász, munkásságát Bruce-éremmel ismerték el (* 1841).
- 1910 – Florence Nightingale, a betegápoló-képzés kiemelkedő alakja, a matematikai statisztika kutatója (* 1820)
- 1912 – Jules Massenet francia zeneszerző (* 1842)
- 1913 – August Bebel politikus, a szervezett németországi szociáldemokrata munkásmozgalom egyik megalapítója (* 1840)
- 1917 – Eduard Buchner Nobel-díjas német biokémikus (* 1860)
- 1946 – Ábel Jakab kenus (* 1925)
- 1946 – Herbert George Wells (H. G. Wells) angol író (* 1866)
- 1952 – Wilm Hosenfeld német katonatiszt, Władysław Szpilman zeneszerző megmentője (* 1895)
- 1977 – Bendefy László magyar földmérő mérnök, geológus, történész (* 1904)
- 1981 – Varsányi István, a lengyel nyelv nyelvtanára, műfordító, embermentő a II. világháború idején (* 1913)
- 1984 – Tigran Petroszján örmény sakkozó, sakknagymester, 1963 és 1969 közt a sakk világbajnoka (* 1929)
- 1991 – Haraszin Tibor magyar színész (* 1922)
- 1994 – Örsi Ferenc író, forgatókönyvíró. Leghíresebb műve a filmsorozatban, majd regényben is megjelent A Tenkes kapitánya (* 1927)
- 1995 – Kállai Klára természetgyógyász, gasztronómiai szakíró (* 1923)
- 1996 – António de Spínola portugál katonatiszt, politikus (* 1910)
- 1996 – Willi Heeks német autóversenyző (* 1922)
- 2001 – Otto Stuppacher osztrák autóversenyző (* 1947)
- 2008 – Bátonyi György a Magyar Rádió bemondója (* 1935)
- 2009 – Les Paul amerikai dzsesszgitáros, az elektromos gitár egyik kifejlesztője (* 1915)
- 2013 – Sipos Edit magyar világbajnok vízilabdázó (* 1975)
- 2015 – Poszler György Széchenyi-díjas magyar irodalomtörténész, esztéta, a Magyar Tudományos Akadémia rendes tagja (* 1931)
- 2017 – Tolnay Lajos magyar építész (* 1933)
- 2020 – Bácskai Lauró István magyar filmrendező, forgatókönyvíró (* 1933)

## Nemzeti ünnepek, emléknapok, világnapok
- Balkezesek világnapja – Egy balkezeseket tömörítő amerikai szervezet kezdeményezésére 1992 óta minden év augusztus 13-án ünnepeljük a Föld népességének csaknem 15 százalékát kitevő balkezeseket.